# Katelan Redmon
Katelan Lea Redmon (Moscow, 11 ottobre 1988) è un'ex cestista statunitense, professionista nella WNBA.

## Carriera
È stata selezionata dalle New York Liberty al terzo giro del Draft WNBA 2012 (36ª scelta assoluta).
Con gli Stati Uniti ha disputato i Giochi panamericani di Guadalajara 2011.